# Durst (Trifonow)
Durst (russisch Утоление жажды, Utolenije schaschdy – wörtlich: Das Löschen des Durstes) ist ein Roman des sowjetischen Schriftstellers Juri Trifonow, der in den Jahren 1959 bis 1962 entstand und 1963 im Aprilheft der Moskauer Literaturzeitschrift Snamja erschien. Auf Deutsch kam der Text zwei Jahre darauf in Berlin heraus.
Bulat Bogautdinowitsch Mansurow verfilmte den Roman 1966 mit Leonid Moissejewitsch Satanowski als Zeitungskorrespondent Pjotr Koryschew in dem seit 1926 bestehenden Aschchabader Studio Turkmenfilm. Trifonow schrieb das Szenarium.

## Entstehungsgeschichte
Anfang der 1950er Jahre habe Trifonow einen echten Produktionsroman schreiben wollen. Also ließ er sich 1952 von der Zeitschrift Nowy Mir nach Mittelasien auf die „Stalin-Baustelle“ Turkmenischer Hauptkanal schicken. Im März 1953 lag die knappe Hälfte des Romans im  Manuskript vor. Als Trifonow noch einmal in die Wüste wollte, wurde ihm die Reise verweigert. Die Arbeiten an dieser Großbaustelle des Kommunismus, auf einer Idee Stalins fußend, waren ihrer Unwirtschaftlichkeit wegen nach dem Tode des Diktators umgehend eingestellt worden. Das Thema war über Nacht völlig uninteressant geworden. Mitte der 1950er Jahre wurde in Turkmenien der Bau einer neuen Trasse – der Karakumkanal – in Angriff genommen. Trifonow schrieb, ausgehend von seinem Material, weiter.

## Überblick
Turkestan anno 1957/1958: Der Karakumkanal soll Wasser aus dem Amudarja westwärts durch die leblose Stille der Karakum in Richtung Aschchabad bis zum Kaspischen Meer leiten. Das letzte Jahr beim Bau des ersten Kanalabschnitts in Turkmenien von Kerki bis Mary in den Murgab schildert Trifonow als kampfbetonte Auseinandersetzung der Russen und Turkmenen gegen alle möglichen Unbilden in der Sandwüste.
Orte der Handlung sind die Trasse mit den Kanalbauern sowie Aschchabad mit den Zeitungsleuten und der Sowjetbeamtenschar. In den Vorgeschichten mancher Figuren erfährt der Leser von dem verheerenden Erdbeben im Oktober 1948. Zudem sind einige Sowjetbürger im Kriege nach Aschchabad umgesiedelt worden beziehungsweise haben durch Kriegserlebnisse seelisch Schaden genommen.  
Das Werk ist von den personalen Konflikten her raffiniert strukturiert: Eigentlich ist es egal, bei welcher Zeitung in der großen Sowjetunion sich der 1926 geborene Korrespondent Pjotr Koryschew, Petja gerufen, verdingt. Also geht er einfach, seine Heimatstadt Moskau hinter sich lassend, in die südlichste Sowjetrepublik nach Aschchabad, weil dort sein Freund Sascha Surabow als Journalist bei der Gebietszeitung schreibt. Der Freund hat mit der 30-jährigen Frau Valerija Nikolajewna Surabowa, Lera genannt, ein Kind. Die Liebe des Paares ist längst erkaltet. Hydrogeologin Lera vernachlässigt beim intensiven Studium der Wüste auf wochenlangen Expeditionen ihren sechsjährigen Sohn und hat sich dem 27-jährigen ledigen Aljoscha, eigentlich Alexej Michailowitsch Karabasch, Chef der Pionierabteilung beim Kanalbau, in alles versengender Liebe zugewandt. Lera hat ein schlechtes Gewissen. Sie meint, ihr Ehegatte Sascha habe sich an seinem Nebenbuhler Karabasch gerächt, als er – unterstützt vom ewig gestrigen Chefingenieur Chorew – einen diffamierenden Zeitungsartikel gegen die vorwärtsstürmenden, übrigen leitenden Kanalbauingenieure publiziert hatte. Es geht in dem Pamphlet Sascha Surabows um die staatliche Planung missachtenden Praktiken Karabaschs sowie des Produktionsdirektors Ingenieur Gochberg und des Baustellenleiters Stepan Iwanowitsch Jermassow. Beim Stellvertretender Chefredakteur Lusgin – einem Altstalinisten, der der Obrigkeit stets gefallen möchte – hatte der listige Sascha, die einstweilige Abwesenheit des Chefredakteurs Diomidow nutzend, den Zeitungsartikel durchgebracht.
Also bittet Lera den Neuen aus Moskau um Schützenhilfe für den Geliebten. Koryschew, einerseits unnachsichtiger Befürworter des auffrischenden Windes nach 1953, andererseits dem Freunde Sascha verbunden, spricht sich in der entscheidenden Versammlung – die oberste Leitung der Turkmenischen Sowjetrepublik ist präsent – gegen seinen Freund Sascha Surabow und für den Fortschritt, also für Karabasch, aus, als er den versammelten Häuptern der Sowjetrepublik ins Gesicht sagt: „… dieser Konflikt ist eine Folge des zwanzigsten Parteitages … Das Resultat … ist auch die Befreiung des Denkens, … des Schaffens! Die Menschen bemühen sich … riskieren etwas – um der Sache willen.“ Nebenher: Koryschew ist auch nur ein Mensch, der das Fußballspiel liebt und die zierliche, rasch beleidigte Katja, eine erfolglose kleine Schauspielerin, umwirbt. Das ungleiche Paar liebt und verkracht sich.
Das alles spielt sich zumeist in Aschchabad ab. Aus den zahlreichen, sonst noch geschürten Konflikten seien nur zwei Beispiele erwähnt. Diese betreffen den Handlungsort Kanaltrasse. Erstens, der 40-jährige starrköpfige Bestarbeiter Semjon Nagajew, ein in den turkmenischen Medien hochgelobter Baggerführer, verdient als Verfechter der Tonnenideologie pro Hochleistungsschicht an der Trasse eine Menge Geld. Der Egoist, von seiner Frau verlassen, Vater einer 17-Jährigen, baggert in der Hitze aus lauter Habgier bis zum Kollaps. Wieder genesen, angelt er sich die um die 20-jährige Komsomolzin Marina Marjutina, schwängert sie und kann die junge Frau seines Familienstandes wegen aber nicht heiraten. Als vom Bagger auf den Bulldozer umgestiegen werden muss, wird Marina von Nagajew als Lehrling mit aufs Gerät genommen. Später wird Nagajew von den anderen Arbeitern – durchweg Ehrenmännern – von der Baustelle gejagt. Zu Romanende erscheint Nagajew wiederum vor Ort und darf sich bewähren. Zweitens soll die tragische Geschichte des jungen turkmenischen Baggerführers Bjaschim Muradow skizziert werden. Bjaschim wird mit durchschnittener Kehle aufgefunden. Er ist einem Stammeszwist zum Opfer gefallen; konnte das Brautgeld für seine geliebte Oguldshan nicht rasch genug aufbringen. Oguldshans Familie, die Chaldurdys, hatten für solches ehrenrühriges Verhalten des neuen Schwiegersohnes kein Verständnis aufbringen können. Trifonow hat sogleich potentielle Täter zur Hand. Die Farser töten auf beschriebene Art. Ein gewisser Atanijas, der an der Trasse arbeitet, spricht in seinem Aul, in dem auch Oguldshan bei ihrer Familie wohnt, über die wahre Ursache der Bluttat; vermutet „Krieg der Wüste gegen den Kanal.“ Diese Gegner des Kanals, also der oder die Mörder, lehnten das andere Leben, das der Kanal neben dem Wasser auch noch brächte, ab.

## Nebendinge
Gewisse Figurenpaarungen machen einen Entwicklungsprozess durch. Zum Beispiel stößt Pjotr Koryschew zu Beginn beim barschen Chefredakteur Diomidow, einem sehr logisch denkenden Menschen, auf Granit. Koryschew nimmt es hin. Mit der Zeit bessert sich das Dienstverhältnis.
Es werden mehrere reale Orte genannt. Koryschew, der die Karakum kennenlernen möchte, sucht die Ruinen von Merw – die Hauptstadt von Margiana – auf, fährt mit der Eisenbahn nach Kisyl-Arwat, mit dem Auto zum Brunnen Toutly, nach Kasandschik und per Flugzeug ins Herz der Karakum nach Serny Sawod. Dem Journalisten gelingt die Veröffentlichung einer kleinen Arbeit über das Tekinzenornament, die ins Turkmenische übersetzt wird und im Radio zu hören ist. Koryschew sucht die frühe Partherhauptstadt Nisa auf.
Der Leser erfährt Praktisches. Verirrt sich ein Mensch in der Wüste, wartet er die Nacht ab, zündet ein Feuer an und wird manchmal – vom Flugzeug aus – geortet und tags darauf gefunden.

### Deutschsprachige Ausgaben
- Juri Trifonow: Durst. Roman. Aus dem Russischen von Christa Schubert-Consbruch Verlag Kultur und Fortschritt, Berlin 1965 (verwendete Ausgabe).

### Sekundärliteratur
- Juri Trifonows ‹Roman mit der Geschichte›, S. 201–236 in Ralf Schröder: Roman der Seele, Roman der Geschichte. Zur ästhetischen Selbstfindung von Tynjanow, Ehrenburg, Bulgakow, Aitmatow, Trifonow, Okudshawa. Reclam, Leipzig 1986.